# イサドラ
『イサドラ』（Isadora）は、1976年に初演された全1幕のバレエ作品である。振付はモーリス・ベジャール、音楽はフレデリック・ショパン、ヨハネス・ブラームス、フランツ・リスト、フランツ・シューベルト、アレクサンドル・スクリャービンなど（バベッタ・クーパー選曲）、主演はマイヤ・プリセツカヤによる。20世紀前期を代表するダンサーで舞踊の変革者・モダンダンスの祖といわれるイサドラ・ダンカン（1877年5月26日 - 1927年9月14日）へのオマージュ作品である。

## 作品について
マイヤ・プリセツカヤとモーリス・ベジャールの交流が始まったのは、1974年の夏のことであった。ドゥブロヴニクで開催されていた大規模なフェスティヴァルを、プリセツカヤは1日だけ訪問した。そこで催されていたバレエの夕べでユーゴスラビア出身の女性ダンサー、デュスカ・シフニオス（Douchka Sifnios）が踊る『ボレロ』を観て、プリセツカヤはその見事さに魅せられた。『ボレロ』はプリセツカヤの心を強く捉え、この作品を踊りたいと熱望するようになっていた。プリセツカヤはモスクワに戻るとすぐに、ベジャールに宛てて『ボレロ』を踊らせてほしいと依頼する手紙を書いた。フランス語のわかる友人に翻訳を頼んでベルギーのベジャールの元へその手紙を送ったが、なかなか返事は来なかった。ソビエト当局の検閲に引っかかって届かなかったものと思って当初の熱情も薄れかけていたところ、1年たって不意に吉報が届いた。フランスとベルギーが共同でテレビ番組を制作することになり、その題材としてプリセツカヤがブリュッセルで『ボレロ』を踊る話が持ち上がった。プリセツカヤはその話を承諾して、ブリュッセルに向かうことになった。
ブリュッセルに着いたプリセツカヤに、『ボレロ』のリハーサルとして与えられた期間はわずか1週間だった。しかも、公演は4回あった。インド舞踊などの東洋的な動きを振付の語彙に多く含んだベジャールの作品は、正統的なロシア・バレエの訓練を長年続けてきたプリセツカヤにとっては目新しい動きばかりであり、一時は不眠症に陥るほどであった。前に『ボレロ』を踊っていたダンサーからカンニングのためのメモを譲ってもらいそれは非常に役立ったが、最後のリハーサルのときにそのメモは風に飛ばされて紛失した。途方に暮れたプリセツカヤに、ベジャールが救いの手を差し伸べた。それはベジャール自身が「プロンプター」となって、ホール後ろの通路から合図を送るというものであった。
「プロンプター」のおかげで最初の公演は成功し、プリセツカヤは2回目からはプロンプターなしで踊りぬくことができた。『ボレロ』の撮影は3回目の公演で行われ、その日はプリセツカヤの50回目の誕生日でもあった。プリセツカヤとベジャールの双方にとって、『ボレロ』での共同作業は実りの多いものとなった。プリセツカヤがブリュッセルを去る際、自分のための新作を依頼したときにもベジャールは快く承諾している。
モスクワに帰ったプリセツカヤは、夫のロディオン・シチェドリンとともに新作のテーマを選ぶ作業に取り掛かった。イサドラ・ダンカンを思いついたのは、シチェドリンの方であった。いくつかの候補をベジャールに提案すると、彼は『イサドラ』のテーマを選んだ。
プリセツカヤは再びブリュッセルに行き、ベジャールとの共同作業を始めた。ベジャールはバレエの伴奏音楽をピアノ独奏のみとして、ピアニストのバベッタ・クーパーも舞台上に登場させることにした。ベジャールはクーパーにイサドラの発言を引用した踊りのエピソードの骨子となる台本を読み上げて伝え、クーパーは譜面台にある楽譜の中から各エピソードにふさわしいと思われる曲を選んで数小節を演奏していった。ベジャールはクーパーの演奏に対して頷くか首を横に振るかだけであったが、音楽が決まるまでに30分もかからなかった。音楽が決まると、ベジャールはあらかじめ自宅で用意してきたスケッチを音楽に当てはめる作業を始めた。スケッチが音楽のフレーズに収まらない場合、ベジャールは別のアイディアを閃かせて振付を進行させていったが、そのような状況でも当初の構想からあまり逸脱することはなかったという。
『イサドラ』は3回のリハーサルでほぼ完成し、4回目のリハーサルで多少の手直しと仕上げにかかるところまで進んだ。クーパーはショパン、ブラームス、ベートーヴェン、シューベルト、スクリャービン、リストの曲を『イサドラ』のために選曲したが、『ラ・マルセイエーズ』のみはピアノ独奏の響きにそぐわなかったため、この曲だけはオーケストラによる録音を使用することにした。そのことが作品中でこの曲を際立たせて、かえってドキュメンタリー的な挿入部的効果をもたらす成果を上げた。
ベジャールはプリセツカヤに、セルゲイ・エセーニンの詩を覚えている箇所でよいから聞かせてほしいと依頼した。ダンカンの生涯を描き出す上で、エセーニンという人物は欠かせない存在であった。プリセツカヤがそらんじていたエセーニンの詩の1節を詠むと、ベジャールはすぐにその詩を作品中に取り入れることに決めている。
『イサドラ』は、1976年12月28日にモナコのモンテカルロ歌劇場で初演された。モナコはイサドラが1927年9月14日に50歳で突然生涯を終えたニースに近く、プリセツカヤもイサドラと同じくこのとき50歳になっていた。モナコでの初演は好評を持って迎えられ、続くアメリカ公演も大成功であった。
二十世紀バレエ団がソビエトで公演を行ったとき、当初『イサドラ』を上演する予定はなかった。プリセツカヤはベジャールにモスクワで『イサドラ』を上演したいと希望を伝えたが、ソビエト当局などとの衝突を恐れたベジャールは当初その希望を拒んでいた。しかし、プリセツカヤのファンがボリショイ劇場とベジャールに上演希望の手紙を大量に送った上、二十世紀バレエ団内部からもプリセツカヤをモスクワの舞台で踊らせてファンの期待に応えるべきだとの声が上がり、ついにベジャールも折れた。そして二十世紀バレエ団の公演3回目に『イサドラ』が加わり、観衆は32分にも及ぶカーテンコールで称賛した。
『イサドラ』は初演地のモナコ、イサドラの母国アメリカ、イサドラが強く共感し、モスクワに舞踊学校を開くなど旺盛に活動したソビエト連邦でも圧倒的な成功を収めた。ベジャールは単にイサドラの踊りや生涯を再現するのではなく、プリセツカヤという現代を生きる踊り手の身体と表現を通じてその美学と反抗の精神をベジャール作品として再構成を試みた。プリセツカヤはベジャールの構想に応えて、イサドラの生きた時代とその心情、スタイルの特色などを体現している。その後もベジャールとプリセツカヤは作品を共同で制作し、カミーユ・サン＝サーンスの『白鳥』及び日本の能楽による『レダ』（1979年）などを上演している。
『イサドラ』については、イギリスの振付家ケネス・マクミランも同名の作品を作っている。台本は『うたかたの恋』（1978年）のジリアン・フリーマン、音楽はリチャード・ロドニー・ベネットによる2幕の作品で、1981年4月30日にコヴェント・ガーデン・ロイヤル・オペラ・ハウスで初演された。この作品はタイトル・ロールのイサドラを、ダンサーとイサドラの回想録から引用した台詞を語る女優の2人が演じる構成であった。2009年には、マルチメディアを導入して1時間余りに凝縮した改訂版をロイヤル・バレエ団が上演している。

## 構成
幕が開くと舞台はまだ無人で、奥に1台のグランドピアノが置かれている。リストの『葬送曲』が流れる中、長いスカーフを靡かせたイサドラが舞台下手から歩み出てくる。突然自動車の車輪が軋む音が聞こえて、イサドラは倒れこむ。
倒れたイサドラを照明が照らし出す。上手から黒衣の女性ピアニストが現れてイサドラを一瞥した後、ピアノに近づいて椅子に腰かける。イサドラがスカーフを外すと、テープによるナレーションが場内に響く。
『わたしがダンスを創造したわけではない。わたし以前にもう存在していたのだから。ただ眠っていたのをわたしが呼びさましたにすぎない』
立ち上がったイサドラは舞台前方に歩み出て、ピアニストに向かい「エクサーサイズ!」と声をかける。ピアニストはショパンの練習曲作品25-1を奏で、イサドラは一しきり踊る。イサドラの発言を引用したいくつかのナレーションを挟んで、音楽はブラームスのワルツ作品39-3、ベートーヴェンの交響曲第7番第2楽章（ピアノ編曲シャルル・ルネ）、シューベルトの『楽興の時』と進んでいく。
音楽が『ラ・マルセイエーズ』に変わると、イサドラの踊りは高揚し、髪を振り乱して観客に激しく何事かを訴えかけ、舞台は赤色に染まる。
『ラ・マルセイエーズ』が終わると、舞台の左右から幼い少女が6人ずつ登場してイサドラを取り囲む。
ナレーション『わたしは学校のことを話したけど解ってもらえない。美と自由、そして健康を子供に与えたまえ。偉大なる音楽は、もはや特権階級の人々の楽しみのために奉仕してはならない。無料で大衆に与えなければならない』
少女たちの元へイサドラが近づくとき、エセーニンの詩が朗読される。音楽がアルペッジョに変わり、上手から野の花束を抱えた少女が登場してその花束をイサドラに手渡す。イサドラを取り囲んで輪になっていた少女たちは斜め1列に整列する。
スクリャービンのエチュード作品42-4が奏でられ、イサドラは花束を客席に投げ入れる。曲が終わるとイサドラは身を震わせる。
音楽が幕開けと同じリストの『葬送曲』に変わって、黒衣の男性が2人現れる。男性たちはイサドラの首に長いスカーフを巻きつける。イサドラがそのまま舞台中央まで歩んだとき、スカーフは男性たちの手を離れる。イサドラは倒れこみ、舞台は暗転する。